# Glicosilase de ADN
Glicosilases de ADN são uma família de enzimas envolvidas no reparo de excisão de bases, classificadas com o número EC: EC 3.2.2